# Prozor (Otočac)
Prozor je naselje u Hrvatskoj, u Ličko-senjskoj županiji.

## Zemljopis
Prozor je naselje 5 km jugoistočno od Otočca.

## Povijest
Najpoznatije naselje iz rimskog doba je Arupium koji se nalazio na području današnjeg mjesta Prozor. Od zanimljivijih spomenika iz tog doba sigurno su dva reljefa uklesana u živu stijenu, vjerojatno s kraja 3. stoljeća, posvećena božanstvu Mitri. U Prozoru je zanimljiva i crkva sagrađena 1794. godine za čiju je gradnju korišten kamen iz rimskog hrama boga Prijapa.

## Stanovništvo
Prema službenim statistikama popisa stanoništva Prozora. Velika većina stanovnika su Hrvati.
| Godina | Broj stanovnika |
| ------ | --------------- |
| 1915.  | 1315            |
| 1939.  | 1300            |
| 1974.  | 741             |
| 1991.  | 600             |

- 2011. – 893
- 2001. – 935
- 1991. – 1041 (Hrvati – 1029, Srbi – 4, ostali – 8)
- 1981. – 1073 (Hrvati – 1046, Srbi – 7, Jugoslaveni – 7, ostali – 13)
- 1971. – 1175 (Hrvati – 1163, Jugoslaveni – 4, Srbi – 2, ostali – 6)

## Kultura
Crkva u Prozoru zove se Uzvišenje Sv. Križa. Crkva je sagrađena 1794., a ustanovljena 1807.

## Poznate osobe
- Jure Francetić, hrvatski vojnik i političar. Bio je osnivač i prvi zapovjednik ustaškog I. stajaćeg djelatnog zdruga UV (Crne Legije).
- Juraj Bobinac, domobranski i ustaški časnik.